# Barbet Schroeder
Barbet Schroeder (Teherán, Irán, 26 de agosto de 1941) es un director, actor y productor francés de origen suizo.

## Carrera
Schroeder empezó su carrera en el cine francés en la década de 1960, al lado de Jean-Luc Godard y Jacques Rivette. A los 23 años, Schroeder funda su propia productora, Les Films du Losange, junto con Éric Rohmer, y produce algunas de las mejores películas de la nueva ola francesa. Su debut como director fue More (1969), sobre la adicción a la heroína, y que se convirtió en un éxito en toda Europa. Pink Floyd fueron los encargados de la banda sonora del filme, que publicaron en su tercer álbum, Music from the Film More. En 1972, escribió y dirigió El valle, película que también fue musicalizada por Pink Floyd, cuyo resultado es el disco Obscured by Clouds.
En la década de 1980, Schroeder dirigió más películas y entró de lleno en el mundo de Hollywood. Así llegarían sus filmes Barfly (1987), protagonizado por Mickey Rourke; Single White Female (1992) y El misterio von Bülow (1990), filme por el que recibió una nominación a los Premios Óscar y por el cual Jeremy Irons, en el papel de Claus von Bülow, recibiría el Óscar al mejor actor.
A pesar de los éxitos de sus películas, Schroeder ha continuado interesándose en realizar proyectos de bajo presupuesto, como la adaptación de la obra del escritor colombiano Fernando Vallejo La Virgen de los sicarios (2000), el documental de 1974 General Idi Amin Dada, sobre el dictador ugandés Idi Amin, o Terror's Advocate (2007), sobre el terrorismo de los últimos 50 años visto a través de los ojos del abogado Jacques Vergès. En 2006 fue objeto de una retrospectiva en la 54 edición del Festival de San Sebastián.
Barbet Schroeder dirigió también en 2009 el capítulo 12 de la tercera temporada de la serie estadounidense Mad Men. El episodio, titulado "The Grown Ups", destacó por su narración del asesinato de John F. Kennedy.
Schroeder también ha hecho algunas apariciones como actor: como uno de los fantasmas en Celine y Julie van en barco (1974), de Jacques Rivette, como presidente de Francia en Mars Attacks! (1996), de Tim Burton, en el cortometraje realizado por Christopher Doyle en la película Paris, je t'aime (2006), como mecánico en la película Viaje a Darjeeling (2006), de Wes Anderson, o como duque de Grandlieu en La duquesa de Langeais (2007), de Jacques Rivette.
Está casado con la actriz Bulle Ogier.

## Filmografía

### Director
- More (1969)
- El valle (1972)
- Général Idi Amin Dada: Autoportrait (General Idi Amin Dada: A Self Portrait) (documental) (1974)
- Amante, querida, pu.... (Maîtresse, 1976)
- Koko, le gorille qui parle (Koko: A Talking Gorilla) (documental) (1978)
- Tricheurs (1984)
- Barfly (El borracho, 1987)
- Reversal of Fortune (1990)
- Single White Female (Single White Female, 1992)
- El sabor de la muerte (Kiss of Death) (1995)
- Antes y después (Before and After) (1996)
- Medidas desesperadas (Desperate Measures, 1998)
- La virgen de los sicarios (2000)
- Asesinato... 1,2,3 (Murder by Numbers) (2002)
- Terror's Advocate (2007)
- Inju (2008)

### Productor
- La carrera de Suzanne (1963) (La carrière de Suzanne), de Éric Rohmer.
- La panadera de Monceau (1963) (La boulangère de Monceau), de Eric Rohmer.
- París visto por... (1965) (Paris vu par...), de Jean Rouch.
- La coleccionista (1967) (La collectionneuse), de Eric Rohmer.
- Mi noche con Maud (1969) (Ma nuit chez Maud), de Eric Rohmer.
- La rodilla de Clara (1970) (Le genou de Claire), de Eric Rohmer.
- El amor después del mediodía (1972) (L’amour l’après-midi), de Eric Rohmer.
- Céline y Julie van en barco (1974) (Céline et Julie vont en bateau), de Jacques Rivette.
- Ruleta china (1976) (Chinesisches Roulette), de Rainer Werner Fassbinder.
- La marquesa de O (1976) (Die Marquise von O...), de Eric Rohmer.
- Perceval le Gallois (1978), de Eric Rohmer.
- El borracho (Maîtresse) (1987)
- Single White Female (Single White Female) (1992)
- El sabor de la muerte (Kiss of Death) (1995)
- Antes y después (Before and After) (1996)
- En brazos de mi asesino (1998) (Shattered Image), de Raoul Ruiz
- Medidas desesperadas (Desperate Measures) (1998)
- La virgen de los sicarios (2000)
- Asesinato... 1,2,3 (Murder by Numbers) (2002)

## Premios y reconocimientos
Premios Óscar
| Año  | Categoría      | Película              | Resultado |
| ---- | -------------- | --------------------- | --------- |
| 1991 | Mejor director | El misterio von Bülow | Nominado  |

Festival Internacional de Cine de Venecia
| Año  | Categoría                                         | Trabajo nominado          | Resultado |
| ---- | ------------------------------------------------- | ------------------------- | --------- |
| 2000 | Medalla de oro del Presidente del Senado italiano | La Virgen de los sicarios | Ganador   |